# زبیت سامدوف
زبیت سامدوف (ترکی آذربایجانی: Zabit Səmədov؛ زادهٔ ۲۱ ژوئیهٔ ۱۹۸۴) ورزشکار هنرهای رزمی ترکیبی اهل بلاروس است.